# Стильська сільська рада
| Стильська сільська рада — колишній орган місцевого самоврядування у Старобешівському районі Донецької області з адміністративним центром у c. Стила. Сільській раді підпорядковані населені пункти: - c. Стила - с. Петрівське |

## Склад ради
Рада складається з 16 депутатів та голови.

## Керівний склад сільської ради
| ПІБ                      | Основні відомості                                                         | Дата обрання | Дата звільнення |
| ------------------------ | ------------------------------------------------------------------------- | ------------ | --------------- |
| Коцюрба Василь Іванович  | Сільський голова, 1949 року народження, освіта, безпартійний              | 26.03.2006   | 04.03.2010      |
| Чирах Микола Ставрійович | Сільський голова, 1955 року народження, освіта вища, член Партії регіонів | 31.10.2010   |                 |

Примітка: таблиця складена за даними джерела